# هيدلي بول
هيدلي بول (بالإنجليزية: Hedley Bull)‏ هو فيلسوف وأستاذ جامعي أسترالي، ولد في 10 يونيو 1932 في سيدني في أستراليا، وتوفي في 18 مايو 1985 في أكسفورد في المملكة المتحدة بسبب سرطان.

## وصلات خارجية
- هيدلي بول على موقع الموسوعة البريطانية (الإنجليزية)